# 147 Protogeneia
A 147 Protogeneia a Naprendszer kisbolygóövében található aszteroida. Schulhof Lipót fedezte fel 1875. július 10-én.